# يويا تاكازاوا
يويا تاكازاوا (باليابانية: 髙澤 優也) (مواليد 19 فبراير 1997) هو لاعب كرة قدم ياباني.

## وصلات خارجية
- يويا تاكازاوا على موقع رابطة كرة القدم اليابانية للمحترفين (اليابانية)
- يويا تاكازاوا على موقع قاعدة بيانات كرة القدم.إي يو (الإنجليزية)
- يويا تاكازاوا على موقع Soccerway.com (الإنجليزية)
- يويا تاكازاوا على موقع عالم كرة القدم.نت (الإنجليزية)